# Ingerana xizangensis
Ingerana xizangensis é uma espécie de anura da família Ranidae.
É endémica da China.
Os seus habitats naturais são: florestas temperadas.